# Тит Витразий Полион
Тит Помпоний Прокул Витразий Полион (на латински: Titus Pomponius Proculus Vitrasius Pollio) е римски политик и сенатор през 2 век.

## Биография
Полион произхожда от патрицианска фамилия. Баща му Тит Витразий Полион е суфектконсул през 137 г.
Кариерата му започва при Адриан като магистър на Монетния двор (triumvir monetalis). Като кандидат на императора Полион е квестор, претор и префект praefectus alimentorum, което означава: Сенатор, отговарящ за алиментите, т.е. за издръжката на нуждаещите се деца.
През 151 г. Полион е суфектконсул, след това през 156 – 159 г. е августовски легат на Долна Мизия (Moesia inferior) и на Hispania citerior (164 – 167). През 167/168 г. Полион става проконсул на Азия и взема участие като comes (придружител) от 168 до 175 г. в походите на Луций Вер против германите и сарматите; за което получава големи награди. Между другото за него е направена почетна статуя във военни дрехи на Троянски форум и една в цивилни дрехи в pronaos на храма на Антонин Пий. През 176 г. Полион е за втори път консул.
Полион е един от придружителите на Марк Аврелий в маркоманските войни. Полион умира по това време (преди 180 г.).

## Фамилия
Полион е женен за Ания Фундания Фаустина, дъщеря на Марк Аний Либон и братовчедка на Марк Аврелий. Дъщеря му Витразия Фаустина поръчва убийството на Комод през 181 или 182 г